# Kreditvertrag
Der Kreditvertrag (oder Darlehensvertrag; englisch loan agreement) ist insbesondere im Kreditwesen ein Vertrag zwischen Kreditinstitut und Kreditnehmer über die Gewährung eines bestimmten Kredits.
Vertragsparteien des Kreditvertrages sind der Kreditgeber (Kreditinstitute oder andere Gläubiger) und der Kreditnehmer. Die Leistung des Kreditgebers besteht in der Gewährung von Kredit aller Kreditarten sofort nach Vertragsabschluss, die Gegenleistung des Kreditnehmers setzt sich zusammen aus der Rückzahlung des Kredits und der Zahlung der Kreditzinsen in der Zukunft. Werden Kreditsicherheiten vereinbart, so regelt ein eigenständiger Sicherungsvertrag deren Bestellung zwischen dem Sicherungsgeber (entweder der Kreditnehmer oder Dritte) und dem Sicherungsnehmer (Kreditinstitut).

## Rechtsgrundlagen
In Deutschland unterliegt der Kreditvertrag den Bestimmungen des Schuldrechts der §§ 488 ff. BGB. Da das Schuldrecht allgemein den Vertragsparteien Vertragsfreiheit zubilligt, sind hier nur die gesetzlichen Mindestanforderungen verankert. Danach ist Darlehen (das Gesetz spricht stets von „Darlehen“) ein schuldrechtlicher Vertrag, der die Übertragung von Geld (in Form von Bargeld oder Buchgeld) oder anderen vertretbaren Sachen (Sachdarlehen) in das Eigentum des Darlehensnehmers sowie dessen Rückzahlungsverpflichtung umfasst. Damit kommt der Kreditvertrag erst zustande, wenn ein rechtswirksames Angebot des Kreditgebers und eine ebenso wirksame Annahmeerklärung des Kreditnehmers als übereinstimmende Willenserklärungen im Sinne von § 145 BGB vorliegen.
Ist der Kreditvertrag rechtswirksam zustande gekommen, müssen beide Parteien für seine Erfüllung sorgen. Der Kreditgeber ist zur Kreditauszahlung (erst) verpflichtet, wenn die vereinbarten Auszahlungsvoraussetzungen durch den Kreditnehmer und/oder Dritte erfüllt wurden. Hierzu gehören insbesondere etwaige Legitimationsnachweise, rechtswirksame Bestellung von vereinbarten Kreditsicherheiten und sonstige Nachweise. Wurden diese Auszahlungsvoraussetzungen erfüllt, entsteht ein Anspruch des Kreditnehmers auf Auszahlung, der selbstständig abtretbar/verpfändbar oder pfändbar ist (§§ 398 ff. BGB).
Darüber hinaus gelten verschiedene Spezialgesetze und -bestimmungen wie die Preisangabenverordnung oder die Bestimmungen des Geldwäschegesetzes. Regelmäßig beziehen die Kreditinstitute in die Kreditverträge ihre AGB ein, die generelle Bestimmungen enthalten und wegen der Einbeziehung in die Kreditverträge dort nicht mehr besonders erwähnt werden müssen.

## Vertragsbestandteile
Neben der Auszahlungsverpflichtung des Kreditgebers und der Rückzahlungspflicht des Kreditnehmers als Hauptpflichten beinhaltet der Kreditvertrag eine Vielzahl weiterer Vertragsbestandteile, Abreden und Klarstellungen, die zumeist durch den Kreditnehmer zu erfüllen oder zu beachten sind. Zu den Kreditbedingungen gehören insbesondere

### Kreditart und Kreditbetrag
Die Kreditart entscheidet über Verfügbarkeit, Verwendungszweck und Rückzahlungsform des Kredits. Bedeutende Kreditarten sind Kontokorrentkredit, Dispositionskredit, mittel- und langfristige Darlehen (Konsum-, Investitions- oder Immobilienfinanzierung) oder die Übernahme von Bürgschaften/Garantien (so genannter Avalkredit). Der Kreditbetrag wird nebst Währungsangabe besonders erwähnt und bildet die vertraglich genau festgelegte Obergrenze der Kreditgewährung (Kreditlinie). Auch Fremdwährungskredite sind möglich.

### Kreditzinsen/Kosten
Die anfallenden Kreditzinsen und im Zusammenhang mit der Kreditgewährung anfallende Bankgebühren werden zusammen mit ihrer Fälligkeit und Zahlungsform angegeben. Bei Verbraucherkrediten müssen sämtliche preisbestimmenden Faktoren nach § 16 Preisangabenverordnung im „anfänglichen effektiven Jahreszins“ enthalten sein.
Banken dürfen für Kredite keine Bearbeitungsgebühren verlangen, entsprechende Klauseln in ihren Geschäftsbedingungen sind unzulässig. Im Mai 2014 entschied der Bundesgerichtshof (BGH) in einem Grundsatzurteil zu den Kreditbearbeitungsgebühren, dass „vorformulierte Bestimmungen über ein Bearbeitungsentgelt in Darlehensverträgen zwischen einem Kreditinstitut und einem Verbraucher unwirksam“ sind. Von den Kreditinstituten ungerechtfertigt erhobene Bearbeitungsentgelte bei Krediten können bis zu zehn Jahre rückwirkend zurückgefordert werden, wobei die kenntnisabhängige Verjährungsfrist ab 31. Dezember 2011 beginnt. Die Stiftung Warentest bietet einen Musterbrief für die Rückforderung und eine ausführliche Darstellung zur Rechtslage.

### Kreditlaufzeit/Tilgung
Kreditlaufzeit oder einfach Laufzeit ist die Zeitspanne zwischen Begründung der Kreditschuld und ihrer Fälligkeit. Kredite werden banküblich befristet, wobei die Laufzeit mit den Tilgungs- und Liquiditätsmöglichkeiten des Kreditnehmers in Einklang stehen muss. Die Tilgungen, unterschieden nach Raten- oder Annuitätentilgung, werden mit ihrer Höhe, Fälligkeit und Zahlungsform angegeben. Am Ende der vereinbarten Kreditlaufzeit ist der Kredit nebst allen übrigen Nebenleistungen zur Rückzahlung fällig, ohne dass es einer besonderen Aufforderung durch den Kreditgeber bedarf. Tilgungssurrogate wie Ansparleistungen von Kapitallebensversicherungen, Rentenversicherungen oder Bausparverträgen werden als Tilgungssurrogate oder Tilgungsersatz bezeichnet und müssen als Tilgungsart im Kreditvertrag besonders anerkannt werden.

### Kreditsicherheiten
Falls Kreditsicherheiten vereinbart werden, enthält der Kreditvertrag rechtstechnisch eine so genannte Sicherungsabrede/Sicherungszweckerklärung, in welcher sich der Kreditnehmer/Sicherungsgeber zur Bestellung von bestimmten Kreditsicherheiten verpflichtet und der Kreditgeber die Pflicht zur Rückgewähr der Sicherheiten übernimmt, wenn der Sicherungsgrund entfallen ist. Die eigentliche Sicherheitenbestellung erfolgt zumeist in gesonderten Verträgen. Rechtsgrund der Sicherheitenbestellung ist also nicht der Kreditvertrag, sondern die Sicherungsabrede. Der Kreditvertrag war zwar die eigentliche Ursache der Sicherheitenbestellung, er hat aber nicht die Verpflichtung zur Bestellung bestimmter Sicherheiten begründet.

### Offenlegung der wirtschaftlichen Verhältnisse
Die Kreditinstitute sind nach § 18 KWG verpflichtet, sich die wirtschaftlichen Verhältnisse ihrer Kreditnehmer jährlich offenlegen zu lassen (Kreditwürdigkeitsprüfung). Diese gegenüber der Bankenaufsicht (BaFin) bestehende Pflicht geben sie in den Kreditverträgen an ihre Kreditnehmer weiter. Ausnahmen sind lediglich bei Krediten vorgesehen, die insgesamt die Grenze von 750.000 Euro nicht überschreiten und bei bestimmten Immobilienfinanzierungen. Kommt der Kreditnehmer seiner vertraglichen Verpflichtung zur Einreichung von Bonitätsunterlagen im Rahmen der Offenlegung der wirtschaftlichen Verhältnisse nicht oder nicht vollständig nach, so werden hierdurch außerordentliche Kündigungsrechte wegen Vertragspflichtverletzung (siehe unten) ausgelöst.

### Sonstige Vereinbarungen
Hierunter fallen wesentliche Abreden, die für die Erfüllung eines Kreditvertrages von Bedeutung sind. In der Bankpraxis hat sich hierfür der Begriff Covenants durchgesetzt.
Der Kreditnehmer wird hierbei zu Zusicherungen verpflichtet, die darauf abzielen, die ursprüngliche Geschäftsgrundlage bei der Kreditzusage auch während der Kreditlaufzeit aufrechtzuerhalten. Es gibt Zusicherungen, die der Kreditnehmer bereits vor Auszahlung/Bereitstellung des Kredits erfüllt haben muss (englisch conditions precedent; siehe Konditionalität) und solche, die er während der Kreditlaufzeit ununterbrochen einzuhalten hat (englisch Covenants im engeren Sinne). Einer der Kernpunkte dieser Abreden bildet die Klausel über die wesentliche Verschlechterung der Vermögensverhältnisse, durch deren Tatbestände das Kreditrisiko der Kreditinstitute während der Kreditlaufzeit erhöht wird und deshalb Nachbesicherungs- oder Kündigungsrechte auslöst. Diese Klausel wird in der Regel nicht gesondert im Kreditvertrag erwähnt, sondern ergibt sich durch die Einbeziehung der AGB, die allgemeine Regelungen enthalten, welche im Kreditvertrag wegen ihrer Einbeziehung nicht mehr wiederholt werden müssen. Um Kredite künftig etwa im Rahmen des Kredithandels an andere Kreditgeber übertragen zu können, sind in den Kreditverträgen so genannte Abtretungsklauseln enthalten.

## Nebenpflichten
Aus einem Kreditvertrag ergibt sich für die kreditgebende Bank die Nebenpflicht, die Kreditwürdigkeit des Darlehensnehmers weder durch Tatsachenbehauptungen – auch wenn sie wahr sind – noch durch Werturteile oder Meinungsäußerungen zu gefährden. Die sich aus einem Kreditvertrag ergebende Verpflichtung zur Interessenwahrung und Loyalität wird schuldhaft verletzt, wenn die Kreditwürdigkeit des Darlehensnehmers sowohl durch Tatsachenbehauptungen, auch wenn sie wahr sind, als auch durch Werturteile oder Meinungsäußerungen gefährdet wird. Dies kann – wie im vorliegenden Fall – eine deliktische Haftung nach § 823 Abs. 1 BGB auslösen.

## Form
Entweder besteht gesetzliche Schriftform wie bei Verbraucherdarlehensverträgen oder gewillkürte Schriftform, wenn beide Parteien sich bei bestehender Formfreiheit auf Schriftform einigen (§ 127 BGB). Da Kreditverträge mit Ausnahme der Verbraucherdarlehensverträge nicht formbedürftig sind, wird die Schriftform vertraglich vereinbart; das gilt dann auch für alle späteren Änderungen. Ausnahmsweise gibt es noch die Möglichkeit, dass Kreditverträge schlüssig (konkludent) wie im Falle der Kontoüberziehung zustande kommen.

## International
Die Loan Market Association hat gläubigerfreundliche Standards für Kreditverträge entwickelt, die auf dem angelsächsischen Common Law beruhen und im internationalen Kreditverkehr insbesondere bei Konsortialkrediten Anwendung finden, aber auch teilweise in deutschsprachigen Kreditverträgen vorkommen. Da das Common Law eher Richterrecht als Gesetzesrecht darstellt, werden den Verträgen Definitionen (englisch definitions) aller erdenklichen Begriffe vorangestellt, selbst wenn sie als allgemein bekannt gelten (Kredit, Zinssatz, Kreditmarge). Gesetzeszitate und die Einbeziehung der AGB sind unüblich. Es folgen Auszahlungsvoraussetzungen im engeren (englisch conditions precedent) und im weiteren Sinne (englisch representations and warranties, englisch Covenants and undertakings), deren Nichteinhaltung eine Kreditkündigung (englisch event of default) durch den Kreditgeber auslöst.
- Die „conditions precedent“ sind Auszahlungsvoraussetzungen im engeren Sinne. Zu unterscheiden sind die Auszahlungsbedingungen vor der ersten Auszahlung (englisch conditions precedent prior to first drawdown) und die bei jeder folgenden Auszahlung (englisch conditions precedent to each drawdown). Letztere müssen bei mehreren Teilauszahlungen wiederholt erfüllt werden. Der Kreditgeber verlangt durch ein Rechtsgutachten (englisch legal opinion) die Bestätigung über die rechtliche Existenz des Kreditnehmers und seine Befugnis, Kreditverträge rechtsverbindlich schließen zu dürfen sowie die verbindliche Unterzeichnung des Kreditvertrags. Ihre Erfüllung durch den Kreditnehmer löst die Auszahlungsverpflichtung der Bank aus.
- „Representations and warranties“ sind eine Vielzahl von Erklärungen und Zusicherungen von Tatsachen und über die Einhaltung aller relevanten Gesetze, auf deren Basis die Bank sich zur Auszahlung bereiterklärt.[9] Sie sind sehr weitgehend gefasst, da sie vom Kreditnehmer die Einhaltung aller erdenklichen Gesetze verlangen. Die „representations“ sind Zusicherungen über bestehende rechtliche und wirtschaftliche Tatsachen (status quo), die vor einer Auszahlung erfüllt sein müssen, „repeating representations“ wiederum sind bei jeder weiteren Auszahlung zu wiederholen. „Warranties“ hingegen betreffen Verhaltenspflichten, die während der Kreditlaufzeit vom Kreditnehmer künftig einzuhalten sind. Ihre Nichteinhaltung (englisch misrepresentation) löst einen Kündigungsgrund der Bank aus.
- „Covenants“ sind vertragliche Zusicherungen des Kreditnehmers, während der Kreditlaufzeit bestimmte Bedingungen zu erfüllen oder bestimmte Handlungen zu unterlassen. „Undertakings“ sind allgemeine Verhaltensauflagen, zu denen insbesondere Informationspflichten (über Jahresabschluss und Zwischenberichterstattung) und Handlungs- und Unterlassungspflichten des Kreditnehmers (Aufnahme neuer Kredite, Dividendenzahlungen mit der „dividend restriction clause“ oder die „Change of control-clause“) zählen.[10]

Einige Klauseln können in deutschsprachige Verträge bedenkenlos übernommen werden („material adverse change“), andere jedoch nur, wenn eine englische Rechtswahl vorliegt (etwa die Drittverzugsklausel, englisch cross default). Nach der Drittverzugsklausel darf ein Kreditgeber bereits kündigen, wenn der Kreditnehmer die Kreditkündigung von irgendeinem anderen Gläubiger erhält.

## Unwirksamkeit von Kreditverträgen
In bestimmten Fällen können Kreditverträge von vorneherein unwirksam sein oder nachträglich unwirksam werden, obwohl der Kreditbetrag bereits ausgezahlt wurde. Das bedeutet, dass sie dann keinerlei Rechtswirksamkeit entfalten. Sofern ein Kreditvertrag unwirksam ist, bedeutet dies jedoch nicht, dass der Kreditnehmer von seiner Rückzahlungspflicht befreit wird. Juristisch ist der Kreditnehmer zur Rückzahlung dann jedoch nicht (mehr) vertraglich, sondern aufgrund bereicherungsrechtlicher Vorschriften (§ 812 Abs. 1 Satz 1 BGB), also kraft Gesetzes, zur Rückzahlung verpflichtet.
Dieses gesetzlich vorgesehene Abstraktionsprinzip besteht auch im Verhältnis zwischen dem Kreditvertrag und der in ihm enthaltenen Sicherungsabrede. Die Sittenwidrigkeit eines Kredits ergreift nicht ohne weiteres die bestellten Sicherheiten. Diese bleiben in der Regel bestehen und dienen zur Absicherung des bereicherungsrechtlichen Anspruchs auf Rückzahlung des Kredits. Die Unwirksamkeit des Kreditvertrages kann auch auf die fehlende Vertretungsmacht eines Dritten zurückzuführen sein. Der Vertrag ist dann bis zur erklärten Genehmigung des Kreditnehmers schwebend unwirksam, wenn der Kreditnehmer die Genehmigung verweigert; mit Genehmigung ist der Vertrag rückwirkend voll rechtswirksam. Die mangelnde Vertretungsmacht kann sich dabei insbesondere aus der Problematik der so genannten „Schrottimmobilien“ ergeben.
Unwirksamkeitsgrund kann auch ein so genanntes wucherähnliches Darlehen sein. Nach der Rechtsprechung des BGH ist hiervon auszugehen, wenn zwischen Leistung und Gegenleistung ein auffälliges Missverhältnis besteht und der Kreditgeber die schwächere Lage des anderen Teils bewusst zu seinem Vorteil ausnutzt. Ein auffälliges Missverhältnis liegt nach gefestigter Rechtsprechung des BGH dann vor, wenn der effektive Vertragszins den effektiven Marktzins relativ um 100 % oder absolut um zwölf Prozentpunkte übersteigt. Ist der Zinssatz doppelt so hoch wie üblich oder liegt er um zwölf Prozentpunkte über dem Marktdurchschnitt, kann der Vertrag sittenwidrig und damit unwirksam sein. Die Kosten einer Restschuldversicherung sind nach Auffassung des BGH bei der Berechnung nicht zu berücksichtigen, da diese auch dem Kreditnehmer Vorteile bringen und in den Vergleichszinssätzen der Monatsstatistik der Deutschen Bundesbank nicht enthalten sind, sofern sich die Restschuldversicherung nur unwesentlich auf den effektiven Jahreszins auswirkt.
Schließlich führt auch eine (anfängliche) Übersicherung zur Unwirksamkeit von Kreditverträgen. Diese Form ist wie Sittenwidrigkeit und Wucher nicht mehr heilbar, sondern führt zur endgültigen Nichtigkeit von Sicherheiten- bzw. Kreditverträgen.

## Kündigung von Kreditverträgen
Hauptartikel: Kreditkündigung
Rechtlich wird zwischen gesetzlichen (oder ordentlichen) und vertraglichen (außerordentlichen) Kündigungsmöglichkeiten des Kreditvertrags unterschieden. Im Gesetz sind jedoch auch außerordentliche Kündigungsmöglichkeiten vorgesehen.

### Gesetzliche Kündigungsmöglichkeit
Dem Kreditgeber steht gemäß § 488 Abs. 3 Satz 1 BGB nur bei unbefristet gewährten Krediten ein ordentliches Kündigungsrecht mit einer Kündigungsfrist von drei Monaten zu. Derartige unbefristete Dauerschuldverhältnisse sind in unserer Rechtsordnung unbekannt, so dass ihnen durch ordentliche Kündigung die einzige Beendigungsmöglichkeit – außer der endgültigen Tilgung – eingeräumt wird. Die ordentliche Kündigung muss nicht begründet werden. In der Regel werden jedoch Kredite befristet, also mit „bestimmter Laufzeit“, gewährt. Dann besteht ein ordentliches Kündigungsrecht auf Seite des Kreditgebers nicht.

### Außerordentliche Kündigungsmöglichkeit
Bei befristeten Krediten tritt im Normalfall die Beendigung des Kreditverhältnisses durch Fristablauf oder endgültige Tilgung ein. Es kann jedoch vorkommen, dass bereits vorher Anlass für eine der Vertragsparteien besteht, den Kreditvertrag vorzeitig zu beenden. Dieser Anlass muss ein wichtiger Grund sein. Nach der Legaldefinition des § 314 Abs. 1 Satz 2 BGB liegt ein wichtiger Grund vor, wenn dem kündigenden Teil unter Berücksichtigung aller Umstände des Einzelfalls und unter Abwägen der beiderseitigen Interessen die Fortsetzung des Kreditvertrags bis zur vereinbarten Beendigung nicht zugemutet werden kann. Meist dürfte in diesen Fällen auch das Vertrauensverhältnis – das gerade beim Kreditvertrag von besonderer Bedeutung ist – zwischen Bank und Kreditnehmer zerstört sein. Der außerordentliche Kündigungsgrund muss begründet werden.
Eine außerordentliche Kündigungsmöglichkeit von Kreditverträgen sieht auch § 490 Abs. 1 BGB für die Fälle der wesentlichen Verschlechterung der Vermögensverhältnisse oder wegen Wertverfalls gestellter Kreditsicherheiten vor. Dieses Kündigungsrecht gilt als „lex specialis“ gegenüber § 314 BGB, sodass § 490 Abs. 1 BGB bei diesen Fallgestaltungen Vorrang genießt.
Für Verbraucherdarlehensverträge wird in § 498 BGB ein außerordentliches Kündigungsrecht begründet, sofern das Darlehen mindestens in zwei Raten zu tilgen ist (siehe im Einzelnen den Artikel über die Wesentliche Verschlechterung der Vermögensverhältnisse).

#### Vertragspflichtverletzung
Wichtiger Grund ist die Verletzung einer Vertragspflicht (§ 314 Abs. 2 BGB). Hierzu gehört die Weigerung des Kreditnehmers, Kreditsicherheiten zu bestellen oder zu verstärken, die dauerhafte Überziehung von Kreditlinien in größerem Umfang oder die Nichteinreichung von Kreditunterlagen im Rahmen der Offenlegung der wirtschaftlichen Verhältnisse oder anderer vertragserheblicher Unterlagen. Den Kreditnehmern wird in diesen Fällen noch eine angemessene Abhilfefrist zur Verhinderung einer Kreditkündigung eingeräumt.

#### Sonstige Umstände
Sonstige Umstände (§ 314 Abs. 1 BGB) sind vor allem vorsätzlich unwahre, vertragserhebliche Angaben des Kreditnehmers zu seinen Vermögensverhältnissen oder anhaltende beleidigende Äußerungen des Kreditnehmers gegenüber der Bank oder ihren Mitarbeitern.

## Kreditvertrag und Neue Institutionenökonomik
Der Kreditvertrag gilt in der neuen Institutionenökonomik als unvollständiger Vertrag, weil nicht alle künftigen Umweltzustände vorhersehbar sind und ex ante in Covenants geregelt werden könnten. Das Modell von Gorton/Kahn ist ein Modell zum strategischen Verhalten von zwei risikoneutralen Vertragspartnern beim Kreditvertrag (Kreditgeber und Kreditnehmer), die in einer länger dauernden Geschäftsbeziehung stehen. Gorton/Kahn entwickelten ein Modell zur Kreditzinsermittlung unter besonderer Berücksichtigung von Nachverhandlungsmöglichkeiten und betrachten den Kreditvertrag im Zeitablauf. Ziel ist es, die Vorteilhaftigkeit von Nachverhandlungen zu zeigen und optimale Kreditkonditionen für Bankkredite zu bestimmen. Im Modell besteht zu jeder Zeit symmetrische Informationsverteilung. Ursächlich für die Unvollständigkeit des Kreditvertrages ist also nicht die (möglicherweise auch vorhandene) Informationsasymmetrie, sondern die Komplexität der Umwelt, die es den begrenzt rationalen Vertragsparteien unmöglich macht, sämtliche künftig eintretenden Umweltzustände vorherzusehen.
Es muss kein monokausaler Zusammenhang zwischen Kreditzins und Kreditrisiko bestehen, denn die Kreditkonditionen hängen vom zu erwartenden Risikoverhalten des Kreditnehmers ab. Die optimalen Handlungen des Kreditnehmers und des Kreditgebers hängen von der Erfolgswahrscheinlichkeit ab. Eine Kreditfinanzierung über einen Finanzintermediär kann wegen der geringeren Koordinationskosten vorteilhaft gegenüber einer Marktlösung sein. Mögliche Nachverhandlungsergebnisse und deren Wahrscheinlichkeiten sollten bei der Bestimmung der Kreditkonditionen im Anfangszeitpunkt berücksichtigt werden.